# Ева Розенфелд
Ева Мари Розенфелд (на немски: Eva Marie Rosenfeld) е немски психоаналитик.

## Биография
Родена е на 5 януари 1892 година в Ню Йорк, САЩ, в богато еврейско семейство. Когато е на 17 години се сгодява за братовчед си Валентин. Той е млад адвокат, който познава Фройд. Ева и Валентин се женят през 1911 г. и се преместват да живеят във Виена. Имат общо три деца, две от които умират от дизентерия през 1918.
Познанството между Ева и Ана Фройд започва след като първата основава дом за девойки в затруднено положение. По съвет на Зигфрид Бернфелд, Ана се насочва към него и така започва тяхното приятелство. Заедно с Дороти Бърлингам и под педагогическото и психоаналитично ръководство на Ана Фройд, Ева основава училището Бърлингам-Розенфелд Хайтцинг, наречено на квартала, където се намирала градината на Ева, която служела за дом на училището.
По идея на Ана Фройд Ева започва анализа с Фройд през март 1929 г., която трае до 1932. Розенфелд води доста голяма кореспонденция с Ана Фройд, докато тя е в клиниката Тегел с баща си.
Умира през август 1977 година в Лондон на 85-годишна възраст.